# Кубок Румунії з футболу 2025—2026
Кубок Румунії з футболу 2025—2026 — 88-й розіграш кубкового футбольного турніру в Румунії. Титул захищатиме ЧФР (Клуж-Напока).

## Календар
| Раунд              | Дата             | Матчі |
| ------------------ | ---------------- | ----- |
| Регіональний раунд | 9–16 липня 2025  |       |
| Перший раунд       | 29–30 липня 2025 | 43    |
| Другий раунд       | 5–7 серпня 2025  | 32    |
| Третій раунд       | 14 серпня 2025   |       |
| Четвертий раунд    |                  |       |
| Груповий турнір    |                  | 36    |
| 1/4 фіналу         |                  | 4     |
| 1/2 фіналу         |                  | 2     |
| Фінал              | 13 травня 2026   | 1     |